# Noor Abuarafeh
Noor Abuarafeh (Jerusalén, 1986) es una artista visual palestina que trabaja principalmente con videoinstalaciones, performance y arte textual. Su obra explora temas como la memoria, la imaginación y la construcción e interpretación de la historia.

## Trayectoria
Abuarafeh se licenció en bellas artes en la Academia de Artes y Diseño Bezalel y participó en el programa Homeworks Space, de un año de duración, en Ashkal Alwan (Líbano).
Gran parte de la obra de Abuarafeh se centra en la memoria y los archivos, en particular en la política de lo que se incluye o excluye de los archivos. Abuarafeh también se interesa por el arte palestino en su conjunto, especialmente por el movimiento de dicho arte desde Palestina hacia Europa.
En 2017, escribió la novela The Earth Doesn't Tell Its Secrets' -- His Father Once Said (La tierra no cuenta sus secretos: su padre dijo una vez) para la 13.ª Bienal de Sharjah.
En 2018, Abuarafeh completó una residencia en la Delfina Foundation en Londres. Como parte de esta residencia, publicó Rumors Began Some Time Ago, en el que detalla la investigación que realizadó durante la residencia.La pieza de video de Abuarafeh de 2018, "Am I the ageless object at the museum?" (¿Soy el objeto eterno en el museo?), se mostró en la Bienal Mediterránea de 2019, la 11.a Bienal de Berlín de 2020, la 59.a Bienal de Venecia de 2021, la Fundación Kamel Lazaar en Túnez en 2023, y el Fries Museum (2023-2024).
Abuarafeh celebró su primera exposición individual en 2019, en la Fundación Al Ma'mal de Arte Contemporáneo de Jerusalén. Posteriormente ha realizado exposiciones individuales en el espacio de arte Behna El Wekalah en Alejandría, Egipto (2021), en Alemania en Kunstverein München (2023). Su trabajo fue incluido en la exposición Defenders of the Homeland, en la B7L9 Art Station en enero de 2023.
Abuarafeh es miembro de la Sharjah Art Foundation y ha recibido una subvención del Fondo Árabe para las Artes y la Cultura.

## Reconocimientos
En 2014, ganó el segundo premio al Artista Joven del año de la Qattan Foundation por su obra Observational Desire on a Memory. En 2016, Abuarafeh fue finalista del Emerging Voices Award con el que se reconocen obras que permitan conocen mejor la región de los artistas. En esa edición, fue también finalista la artista multimedia keniata-alemana Syowia Kyambi y el galardón lo recibió Gareth Nyandoro. En 2020, recibió una beca de la fundación Sharjah Art, un fondo que se concede de manera bianual dentro del programa de producción.